# تودوریچنه
تودوریچنه (به بلغاری: Todorichene) یک منطقهٔ مسکونی در بلغارستان است که در شهرستان لوکوویت واقع شده‌است.